# Bertil Malmstedt
Nils Bertil Malmstedt, född 7 december 1926 i Ökna, Jönköpings län, är en svensk målare, tecknare och grafiker.
Han är son till kyrkoherden Emil Malmstedt och Anna Elisabeth Jonasson och från 1953 gift med skrivbiträdet Astrid Linnéa Högberg. Malmstedt studerade konst för Nils Wedel vid Slöjdföreningens skola 1948-1951 och för Endre Nemes vid Valands målarskola i Göteborg 1951-1955 samt under studieresor till Nederländerna, England, Frankrike och Tyskland. Han medverkade i Valandselevernas utställningar 1952-1955 och i en samlingsutställning med västsvenskt måleri i Lübeck. Tillsammans med sex andra tidigare Valandselever medverkade han i en portfölj om sju serigrafier 1958. Hans konst består av ett nonfigurativt måleri i en gråtonad skala. Malmstedt är representerad vid Moderna museet i Stockholm och Göteborgs konstmuseum.